# Amphithéâtre de Salone
L'Amphithéâtre de Salone était situé à l’extrémité nord-ouest de la ville romaine de Salona dans la province romaine de Dalmatie (actuelle Croatie).
C'est l'un des amphithéâtres conservés sur la rive est de l’Adriatique, avec celui de Pula et celui de Durrës en Albanie. 
Il date de la seconde moitié du IIe siècle, et mesure extérieurement environ 125 mètres de long sur 100 mètres de large, pour une arène centrale de 65 mètres sur 40 mètres. Sa capacité est estimée entre 13 000 et 15 000 places.
Il est toujours en service au début du IVe siècle, lorsque des martyrs chrétiens y sont mis à mort pendant la persécution de Dioclétien.

## Localisation
L'amphithéâtre est construit aux marges nord-ouest de la ville antique, où les derniers contreforts septentrionaux des Alpes dinariques s'avancent presque jusqu'à l'embouchure du Jadro se jetant dans la mer Adriatique.
L'emplacement où il est édifié est choisi pour limiter l'importance des maçonneries en mettant à profit le relief naturel pour appuyer une partie de la cavea. Le même principe s'observe dans plusieurs autres amphithéâtres, à Saintes ou à Besançon.

## Historique
Selon l'historien Ejnar Dyggve, l'amphithéâtre a pu être construit sous le règne de Marc Aurèle, à l'époque où le pouvoir et l'influence de Salone se renforcent en même temps que la ville grandit. Une inscription lapidaire retrouvée dans un couloir sous la cavea indique que la construction du monument a été financée par un riche notable local.
Au IIIe siècle, une colonnade est ajoutée au somme de la cavea et le monument est encore fréquenté au début du IVe siècle, lors de la persécution de Dioclétien. Au VIe siècle, pendant la guerre des Goths, l'amphithéâtre, désaffecté, est transformé en forteresse. C'est probablement vers la même époque qu'un oratoire est aménagé dans une partie du monument auparavant réservée aux gladiateurs, en mémoire de plusieurs martyrs mis à mort dans l'amphithéâtre sous Dioclétien,.
Il est encore intact au XIIIe siècle et ce n'est qu'au XVIIe siècle que l'amphithéâtre est largement démantelé sur ordre des Vénitiens pour éviter que les Ottomans ne s'en emparent et le transforment en place forte.
En 1928, Ejnar Dyggve conduit des fouilles dans le site de l'amphithéâtre ; ses travaux s'étendent à l'ensemble de la ville antique en 1929-1932.

## Description
Les dimensions extérieures du monument varient de 124,75 à 126 m pour le grand axe et de 100,65 à 102 m pour le petit axe,.
Côté sud, la façade de l'amphithéâtre comporte trois niveaux d'arcatures contre un seul côté nord, cette partie de la cavea étant aménagée en appui sur le flanc d'une colline. Les arcature sud sont constituées de voûtes rampantes en plein cintre supportées par des murs radiaux et des piliers massifs.

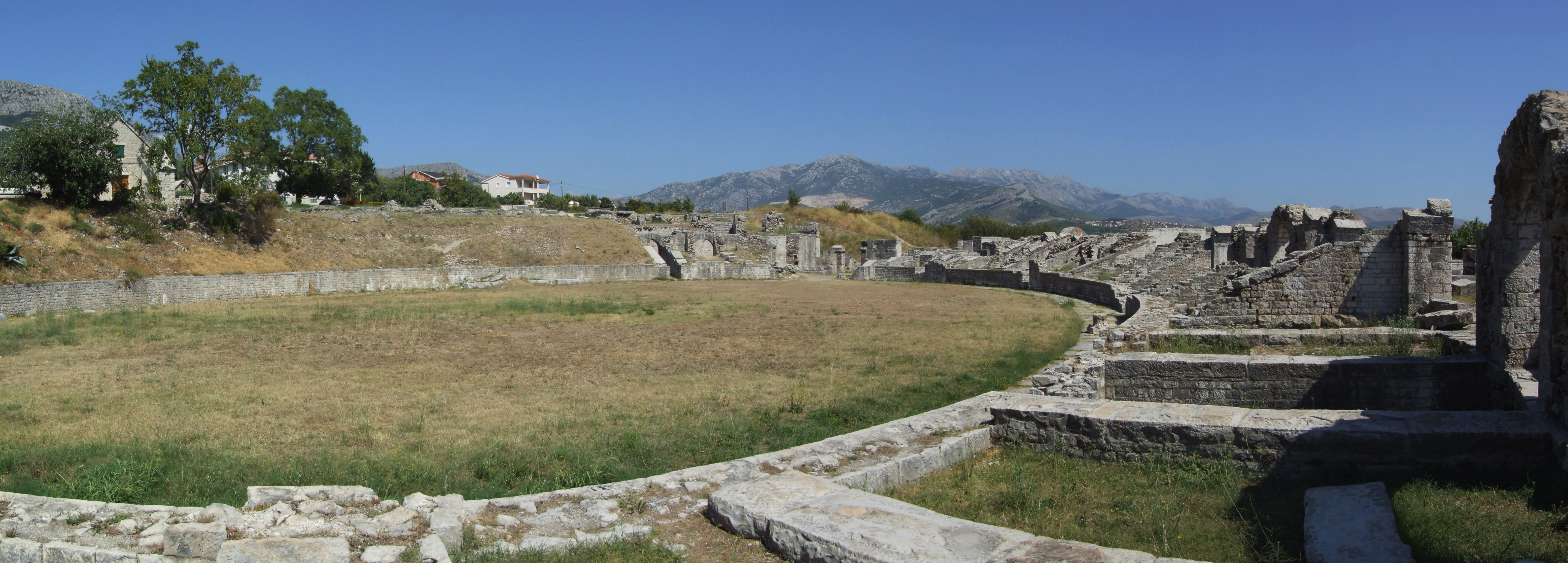
Vue panoramique. À gauche, la partie nord appuyée sur le relief ; à droite, la partie sud en structure creuse.

Le mur de l'arène, haut de près de 2 m, sépare cette dernière d'un couloir de service annulaire large d'un mètre et recouvert de dalles de pierres ; des portes larges de 0,85 m font communiquer l'arène avec ce couloir et des locaux de service aménagés en face d'elles.
Des carceres où sont emprisonnés les fauves avant les spectacles sont aménagés près du vomitoire oriental. Ils donnent directement dans l'arène.
Deux loges d'honneur sont aménagées dans la partie basse de la cavea. L'une, au nord, est destinée aux magistrats de Salone et l'autre, au sud, est reservée au gouverneur de la province.

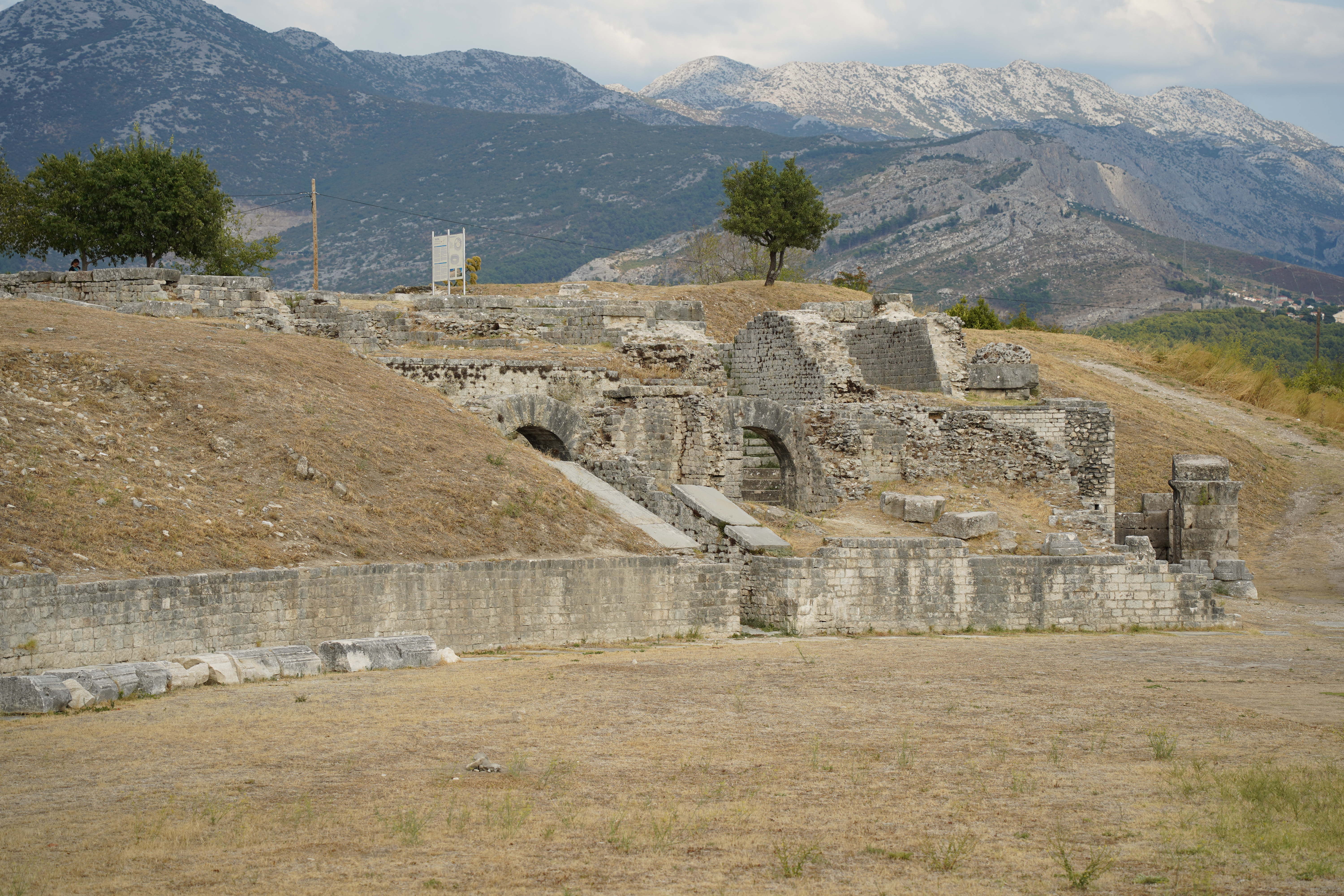
Vestiges de la cavea côté nord.
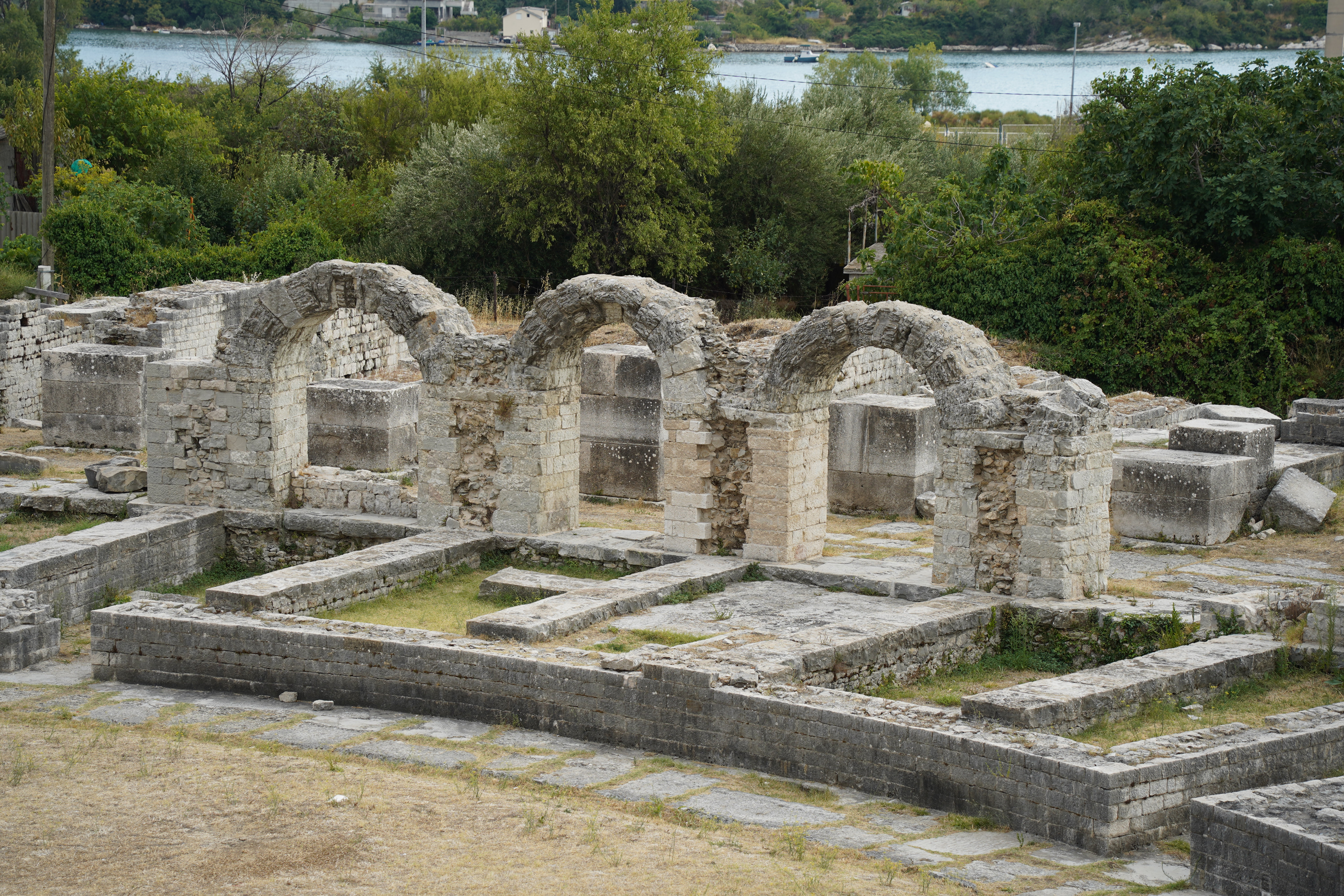
Vestiges de la cavea côté sud.
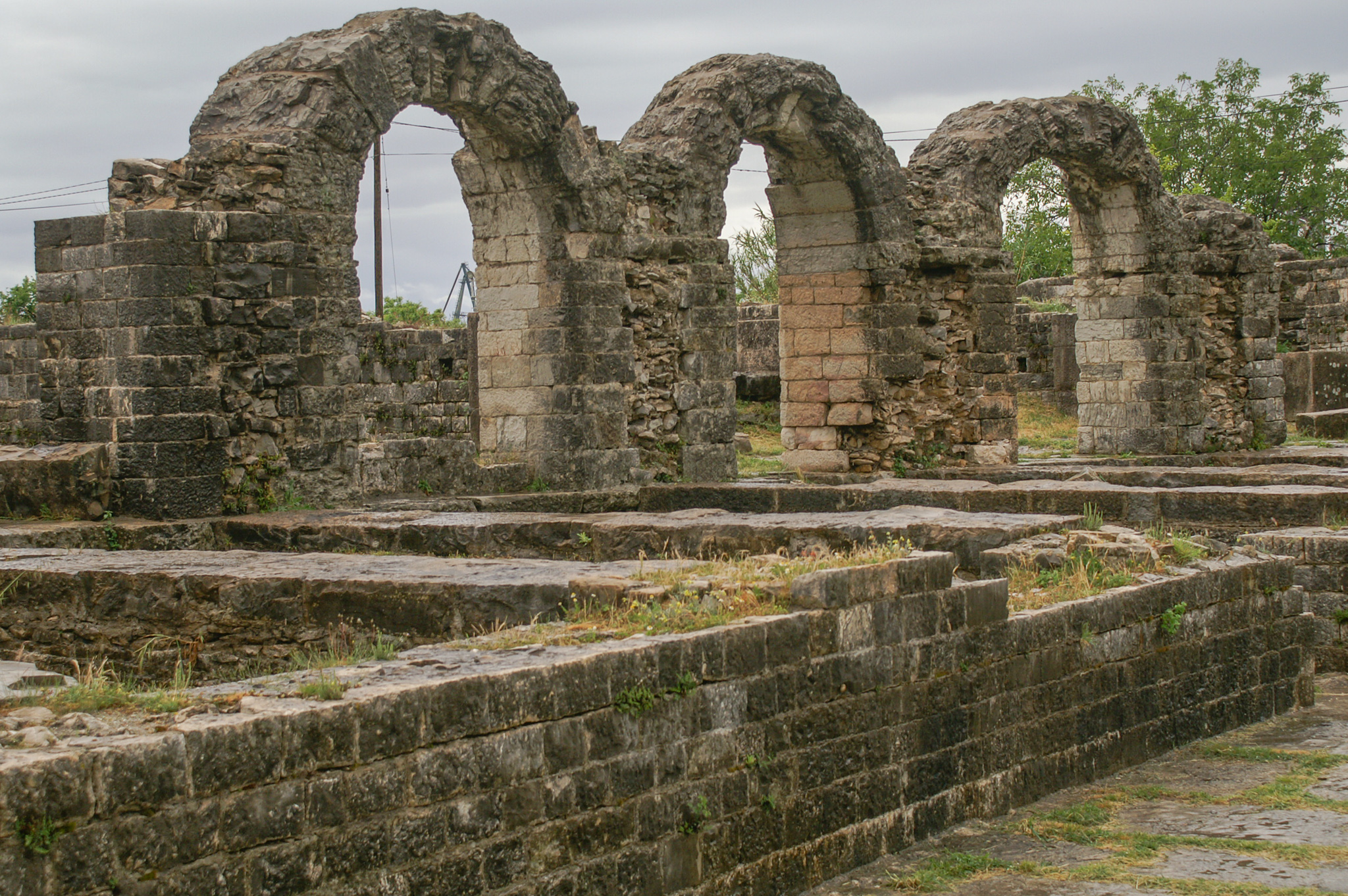
Détail des arcatures.
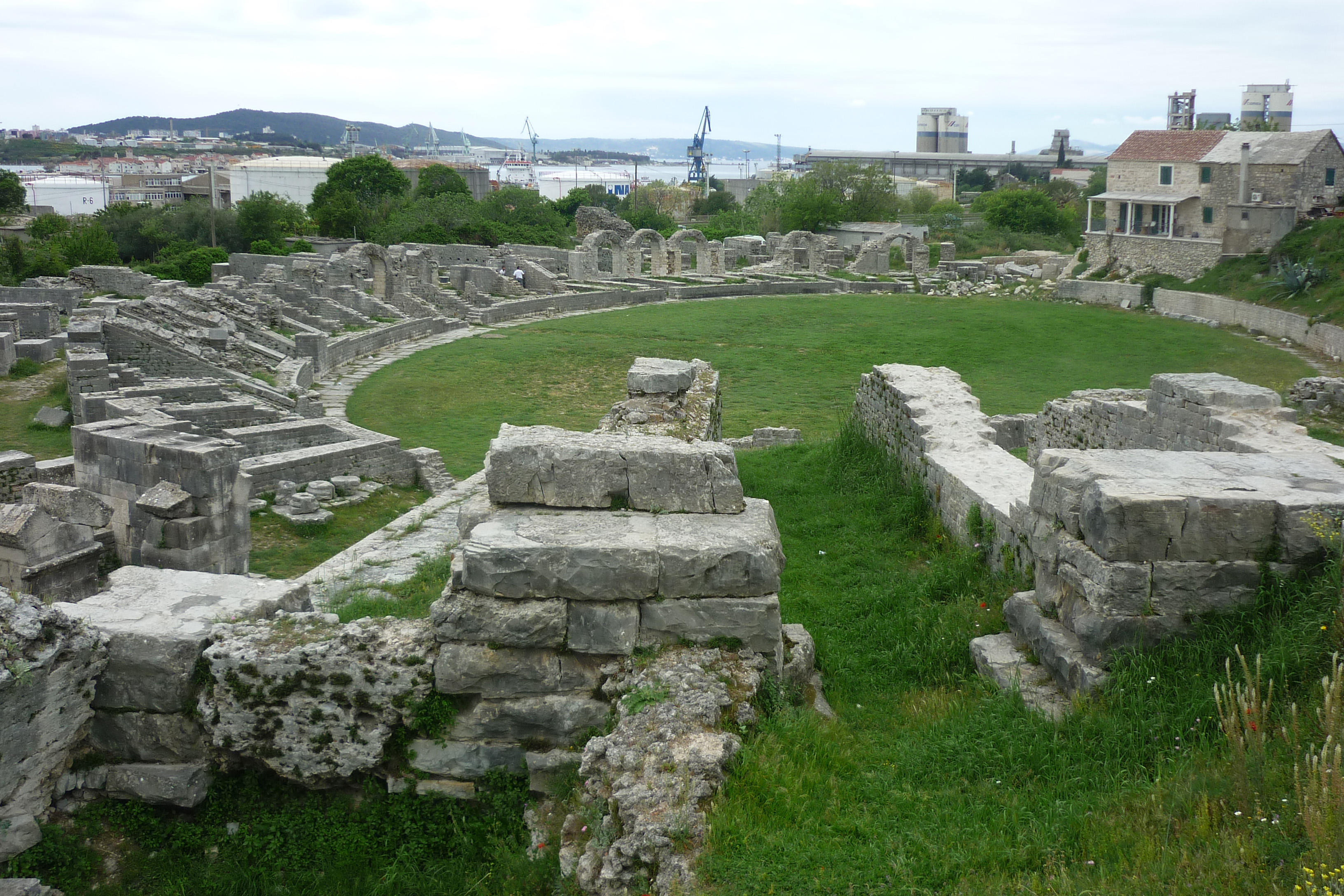
Vomitoire oriental.
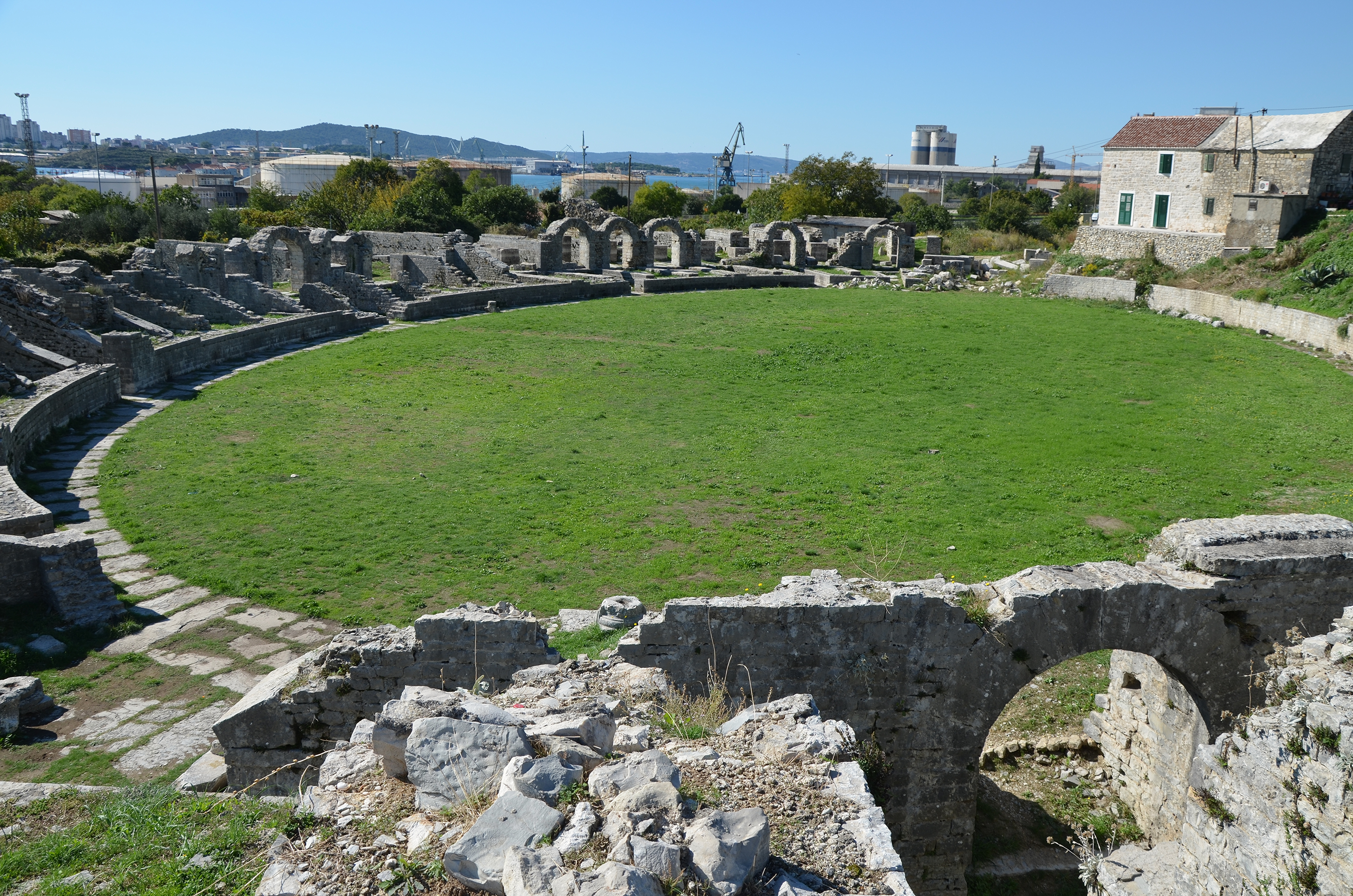
Vue générale de l'arène.
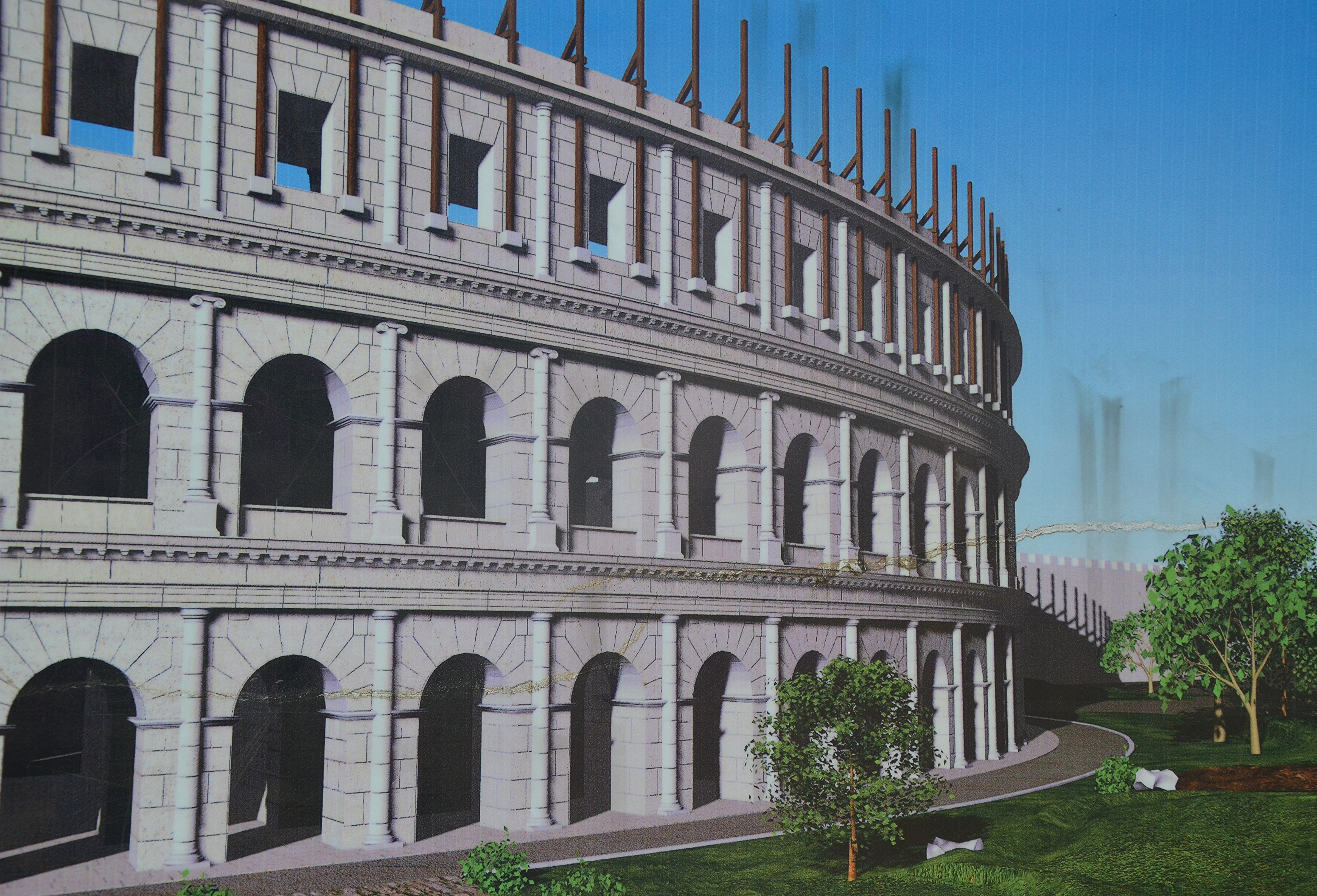
Reconstitution du mur de façade.